# 批判的左翼
批判的左翼(Sinistra Critica)は、イタリアの共産主義政党。

## 概要
2007年12月8日、共産主義再建党を離脱したトロツキストが結成。党首のサルヴァトーレ・カンナーヴォは2006年から2008年まで代議院議員を務め、党員の一人フランコ・トゥリグリアットも同時期に元老院に籍を置いていた。2人とも第2次ロマーノ・プローディ内閣に対し一貫して反対投票をした。
2008年4月の総選挙では、共産主義再建党を中心とする政党連合「虹の左翼」には加わらず独自に候補を擁立して戦ったが、1％にも満たない得票率で上下両院共に議席を獲得することは出来なかった。